# Mary Callahan Erdoes
Pour les articles homonymes, voir Callahan.
Mary Callahan Erdoes, née le 13 août 1967 à Menlo Park, est une banquière américaine.
Elle est directrice générale (Chief executive officer) à J.P. Morgan Asset and Wealth Management, qui est une branche de JPMorgan Chase et est un des principaux fonds de gestion de fortune et d'actifs avec pour 2,8 trillions de dollars d'actifs au deuxième trimestre 2018.

## Jeunesse et éducation
Mary Callahan est née le 13 août 1967 à Menlo Park en Californie de Patricia et Patrick Callahan Jr.. Patrick Callahan est un ancien partenaire de la banque d'investissement Lazard Freres & Co.. Elle est l’aînée et la seule fille de cette famille catholique irlandaise qui s'installe à Winnetka, un village cossu du North Shore de Chicago. Selon elle, sa famille a été très influente sur elle avec son père banquier d'investissement et sa mère femme au foyer ainsi que ses grands-parents vivant non loin à Wilmette. Elle fréquente la Woodlands Academy of the Sacred Heart (en), un collège catholique pour filles situé à Lake Forest. Erdoes obtient son baccalauréat avec spécialisation en mathématiques à l'université de Georgetown, ce qui fait d'elle la seule femme à obtenir une spécialisation en mathématiques à Georgetown à ce moment-là. Elle décroche ensuite son MBA à la Harvard Business School en 1993.

## Carrière
Mary Callahan Erdoes commence sa carrière professionnelle chez Stein Roe & Farnham, une position qu'elle décrit comme un « glorified mailroom job » et pour laquelle l'aide de sa grand-mère maternelle a été déterminante selon elle. Elle part ensuite chez Bankers Trust, où elle travaille dans la finance d'entreprise, la banque d'affaires et la souscription d'obligations à haut rendement. Avant de rejoindre J.P. Morgan, elle est employée chez Meredith, Martin & Kaye, une société de conseil spécialisée à revenu fixe, où elle est responsable de la recherche de crédit, du courtage et de la gestion de portefeuilles individuels. En 1996, elle rejoint J.P. Morgan Asset Management en tant que responsable pour les particuliers, fondations et fonds de dotations à valeur nette élevée. En mars 2005, elle est nommée CEO de J.P. Morgan Private Bank. Elle est à son poste de CEO à J.P. Morgan Asset & Wealth Management depuis 2009. Elle a été mentionnée comme successeur potentiel de Jamie Dimon, président-directeur général de JPMorgan Chase & Co..
Elle est dans le conseil d'administration de plusieurs organisations : la Fondation Robin Hood (organisation luttant contre la pauvreté à New York), la branche américaine de l'UNICEF et du U.S.-China Business Council.

## Reconnaissance
Elle est présente dans la liste des 50 personnes les plus influentes (« 50 Most Influential ») proposée par le magazine Bloomberg Markets (en) en 2012. En mars 2013, le site Business Insider inclut Callahan Erdoes dans sa liste des 25 femmes les plus puissantes de Wall Street. En 2016, Callahan Erdoes est à la 60e position des femmes les plus puissantes du monde selon Forbes, qui la met ensuite à la 33e place en 2018.

## Vie personnelle
Mary Callahan Erdoes a rencontré son mari Philip Erdoes au Harvard Business School. Ils vivent à New York avec leurs trois filles; Mia, Morgan et Mason,.

## Engagement politique
Elle est une donatrice et collectrice de fonds importante pour le parti républicain. Elle a contribué aux campagnes présidentielles de John McCain et Mitt Romney respectivement en 2008 et 2012.

### Articles de presse
- (en) Suleman Din, « JPMorgan Chase's Mary Callahan Erdoes : The Most Powerful Woman in Finance », American Banker,‎ 23 septembre 2018 (lire en ligne)
- [Woodlands 2015] (en) « From the community : Woodlands Academy Awards New Alumna Achievement Honor », Chicago Tribune,‎ 5 octobre 2015 (lire en ligne)
- (en) Julia La Roche, « The 25 Most Powerful Women On Wall Street », Business Insider,‎ 8 mars 2013 (lire en ligne)
- (en) « 7 Mothers Who Rule the Business World | 6. Mary Callahan Erdoes », Silicon India,‎ 10 mai 2013 (lire en ligne)
- (en) Nathan Vardi, « Mary Callahan Erdoes : Wall Street's $1 Trillion Woman », Forbes Magazine,‎ 12 septembre 2011 (lire en ligne)
- (en) Charles Keenan, « #6 Mary Callahan Erdoes », American Banker,‎ 1er octobre 2010 (lire en ligne)
- (en) Judith Messina, « Most Powerful Women in New York 2007 : 39/100 J.P. Morgan Private Bank », Crain's New York Business,‎ 16 septembre 2007 (lire en ligne)
- (en) Pranay Gupte, « The Difference Between Rich and Wealthy », The New York Sun,‎ 9 janvier 2006 (lire en ligne, consulté le 1er mars 2019)
- (en) Mary Callahan Erdoes, « She Does the Math », New York Times,‎ 24 juillet 2005 (lire en ligne)